# The Ultimate Fighter: Live Finale
The Ultimate Fighter: Live Finale (también conocido como The Ultimate Fighter 15 Finale) fue un evento de artes marciales mixtas celebrado por Ultimate Fighting Championship el 1 de junio de 2012 en el Palms Casino Resort, en Paradise, Nevada, Estados Unidos.

## Historia
Destacados fueron los finalistas de The Ultimate Fighter: Live - Team Cruz vs. Team Faber en la división de peso ligero.
La revancha entre Ian McCall y Demetrious Johnson para la primera ronda del torneo para coronar al primer campeón del peso mosca de UFC fue reportado inicialmente para este evento. Sin embargo, fue reprogramado para el UFC on FX 3.
Byron Bloodworth estaba programado para enfrentar a John Albert en el evento. Sin embargo, Bloodworth fue obligado a salir de la pelea y fue sustituido por el recién llegado Erik Pérez.

## Resultados
1. ↑  Final de TUF: Live de Peso Ligero.

## Premios extra
Cada peleador recibió un bono de $40,000.
- Pelea de la Noche: Justin Lawrence vs. John Cofer
- KO de la Noche: Martin Kampmann
- Sumisión de la Noche: Michael Chiesa